# Sidi-Brahim (film)
Pour les articles homonymes, voir Brahim (homonymie) et Sidi Brahim.
Pour plus de détails, voir Fiche technique et Distribution.
Sidi-Brahim est un film d'espionnage français réalisé par Marc Didier et sorti en 1939.

## Synopsis
Un lieutenant de chasseurs alpins recueille dans un fort militaire une jeune femme victime d'une avalanche en haute montagne. Une idylle va se nouer entre le sauveteur et sa protégée. Mais après son départ, l'officier s'aperçoit que des documents militaires secrets lui ont été dérobés. Incapable de se justifier, il va être accusé d'espionnage par le commandant du fort et traduit en Cour martiale.
Sur le point d'être condamné, la jeune femme demande à être entendue par la Cour, restitue les documents volés et le sauve du peloton d'exécution.

## Fiche technique
- Titre : Sidi-Brahim
- Autres titres : 
  - Les Diables bleus
  - L'Esprit de Sidi-Brahim
- Réalisation : Marc Didier
- Scénario : Marc Didier
- Dialogues : Yves Mirande
- Scripte : Lucie Lichtig
- Photographie : René Gaveau et Marcel Grignon
- Son : Marcel Wendling
- Décors : Aimé Bazin
- Musique : Jane Bos
- Montage : Henriette Wurtzer
- Production : Les Films Azur
- Pays d'origine :  France
- Tournage en extérieurs à Valloire, Saint-Michel-de-Maurienne, Chambéry et Modane
- Tournage en intérieurs dans les studios Radio-Cinéma des Buttes-Chaumont à Paris
- Genre : film d'espionnage
- Durée : 90 minutes
- Date de sortie : France - 8 décembre 1939[1]

## Distribution
- René Dary : le lieutenant Jean Varin
- Abel Jacquin : le commandant du fort
- Raymond Aimos : l'adjudant Brochard
- Colette Darfeuil : l'espionne Jane Simon
- Camille Bert
- Henri Bosc
- Max Monroy
- Henri Charrett
- Philippe Janvier
- Jean Marconi
- Yvonne Rozille
- Émile Riandreys
- Pierre Sergeol
- Louis Cari
- André Bertoux
- Paul Grail
- Henri Échourin
- Robert Didry
- Germaine Godefroid
- Odette Myriam